# Яп Спандерман
Яап Спаандерман (нід. Jaap Spaanderman), повне ім'я — Якобус Хендрікус Бастіан Спандерман (нід. Jacobus Hendrikus Bastiaan Spaanderman; нар. 17 жовтня 1896, Гауда — пом. 22 липня 1985, Ларен) — нідерландський диригент і музичний педагог. Син органіста і диригента, який носив те ж ім'я (1864—1943).

## Біографія
Навчався в Амстердамській консерваторії як віолончеліст (у Ісаака Мосселя) і піаніст (у Сари Босманс-Бенедіктс), закінчивши обидва класи на відмінно в 1918 та 1920 роках відповідно. 
У 1922-1932 роках викладав фортепіано в амстердамському Музичному ліцеї. 
У 1932-1949 роках очолював Арнемський філармонічний оркестр, потім повернувся в Амстердам, де знову, вже в консерваторії, викладав фортепіано та диригування. Серед учнів Спаандермана — провідні голландські піаністи і диригенти: Барт Берман, Тео Брейнс, Едо де Варт та ін.